# Presolutrià
El Presolutrià és el model cultural del Paleolític Superior que marca l'inici de la cultura anomenada Solutrià, i és immediatament anterior al solutrià inferior. Presenta moltes característiques del Solutrià però encara no apareix ben definit.